# Love to Love You, Donna Summer
Love to Love You, Donna Summer é um filme estadunidense de 2023, do gênero documentário, dirigido por Roger Ross Williams e Brooklyn Sudano, que narra a vida e a carreira da cantora Donna Summer.
O filme teve sua estreia mundial no 73º Festival Internacional de Cinema de Berlim, em 17 de fevereiro de 2023, e está programado para ser lançado em 20 de maio de 2023, pela HBO.

## Enredo
O filme narra a vida e a carreira da cantora estadunidense de música disco Donna Summer.

## Produção
Em dezembro de 2021, foi anunciado que Roger Ross Williams e Brooklyn Sudano iriam dirigir um documentário sobre Donna Summer.

## Lançamento
Love to Love You, Donna Summer teve sua estreia mundial no 73º Festival Internacional de Cinema de Berlim, em 17 de fevereiro de 2023. O filme também foi exibido no South by Southwest, em 11 de março de 2023. O longa está programado para ser lançado em 20 de maio de 2023, pela HBO.